# Oxyopes javanus
Oxyopes javanus är en spindelart som beskrevs av Tord Tamerlan Teodor Thorell 1887. Oxyopes javanus ingår i släktet Oxyopes och familjen lospindlar. Utöver nominatformen finns också underarten O. j. nicobaricus.